# Hệ thống đẳng cấp ở Ấn Độ

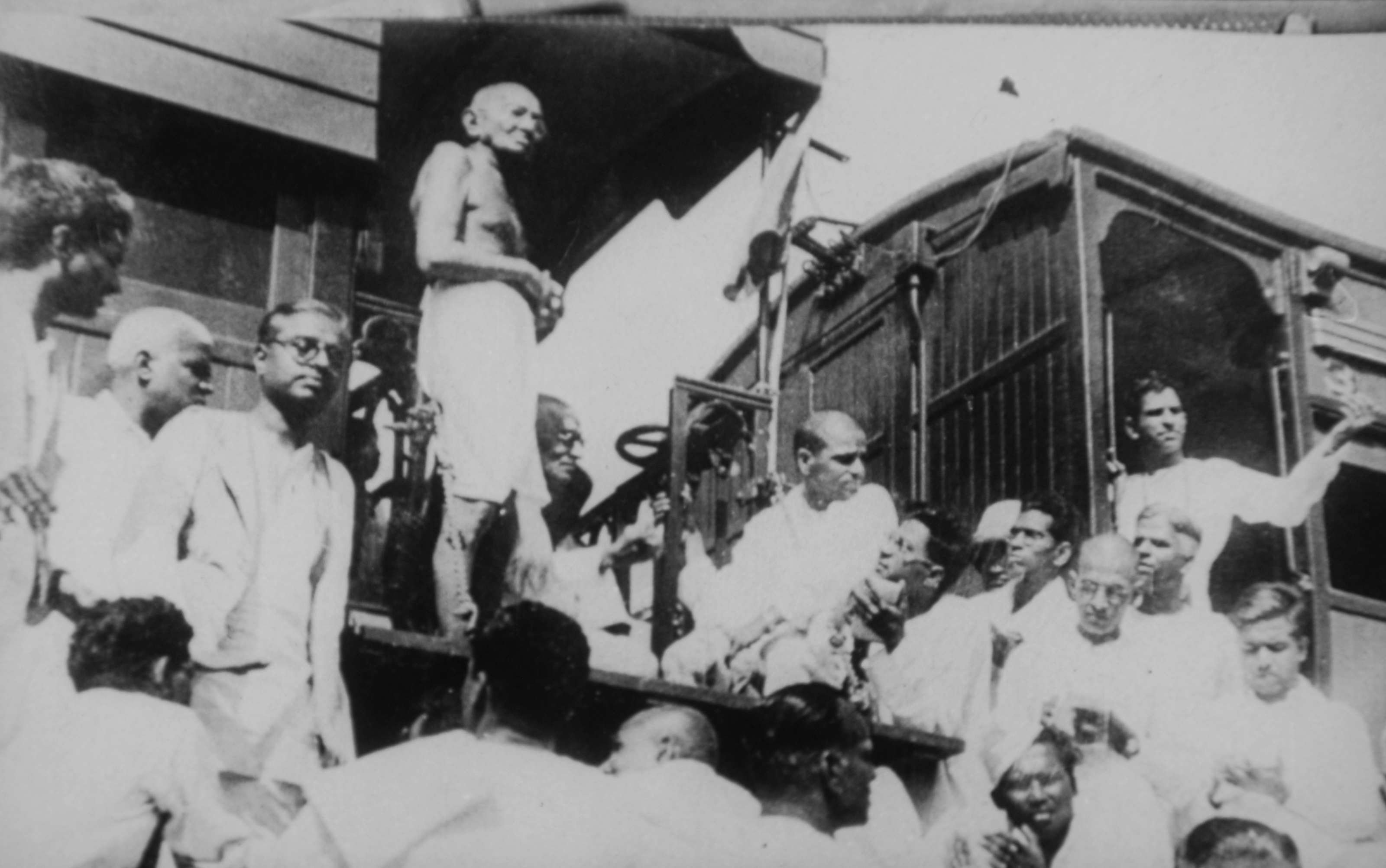
Gandhi đến thăm Madras (nay là Chennai) vào năm 1933 trong một chuyến du lịch khắp Ấn Độ vì Dalit (ông sử dụng Harijan). Các bài phát biểu của ông trong các chuyến công du và các bài viết như vậy đã thảo luận về các giai cấp bị phân biệt đối xử của Ấn Độ.

Hệ thống đẳng cấp ở Ấn Độ là một ví dụ dân tộc học mẫu mực về đẳng cấp. Đẳng cấp là các nhóm xã hội cứng nhắc được cha truyền con nối về phong cách, nghề nghiệp và vị trí xã hội. Nó có nguồn gốc từ Ấn Độ cổ đại, và được biến đổi bởi nhiều tầng lớp cai trị khác nhau ở Ấn Độ thời trung cổ, sơ khai và cận đại, đặc biệt là Đế quốc Mughal và Raj thuộc Anh. Ngày nay nó là cơ sở của các chương trình hành động khẳng định ở Ấn Độ. Hệ thống đẳng cấp bao gồm hai khái niệm khác nhau, varna và jati, có thể được coi là các cấp độ phân tích khác nhau của hệ thống này.
Hệ thống đẳng cấp tồn tại ngày nay được cho là kết quả của những phát triển trong quá trình sụp đổ của thời đại Mughal và sự trỗi dậy của chính quyền thuộc địa Anh ở Ấn Độ. Sự sụp đổ của thời đại Mughal chứng kiến sự trỗi dậy của những người có quyền lực, những người liên kết mình với các vị vua, thầy tu và các nhà khổ hạnh, khẳng định hình thức vương giả và thượng võ của lý tưởng đẳng cấp, và nó cũng định hình lại nhiều nhóm xã hội dường như không có đẳng cấp thành các cộng đồng đẳng cấp khác biệt. Raj thuộc Anh đã thúc đẩy sự phát triển này hơn nữa, biến tổ chức đẳng cấp cứng nhắc trở thành một cơ chế quản lý tập trung. Từ năm 1860 đến năm 1920, người Anh đã xây dựng chế độ đẳng cấp thành hệ thống quản trị của họ, chỉ cấp các công việc hành chính và bổ nhiệm cấp cao cho những người theo Thiên chúa giáo và những người thuộc một số giai cấp nhất định. Bất ổn xã hội trong những năm 1920 đã dẫn đến sự thay đổi trong chính sách này. Kể từ đó, chính quyền thuộc địa bắt đầu chính sách phân biệt đối xử tích cực bằng cách dành một tỷ lệ nhất định công việc chính phủ cho các tầng lớp thấp hơn. Năm 1948, sự phân biệt đối xử tiêu cực trên cơ sở đẳng cấp đã bị luật pháp cấm và tiếp tục được ghi trong hiến pháp Ấn Độ; tuy nhiên, hệ thống này vẫn tiếp tục được thực hiện ở các vùng của Ấn Độ.
Sự khác biệt dựa trên đẳng cấp cũng đã được thực hiện ở các khu vực và tôn giáo khác ở tiểu lục địa Ấn Độ, như Phật giáo Nepal, Cơ đốc giáo, Hồi giáo, Do Thái giáo và Sikh. Nó đã bị thách thức bởi nhiều phong trào cải cách của Ấn Độ giáo, Hồi giáo, đạo Sikh, Thiên chúa giáo, bởi Phật giáo Ấn Độ ngày nay. Với ảnh hưởng của Ấn độ tại Đông Nam Á, các hệ thống đẳng cấp cũng được thực hành tại Thái Lan, Campuchia và Bali.
Ấn Độ sau khi giành được độc lập vào năm 1947 đã ban hành nhiều chính sách hành động khẳng định sự vực dậy của các nhóm bị gạt ra ngoài lề lịch sử. Các chính sách này bao gồm dành một hạn ngạch cho các nhóm này trong giáo dục đại học và việc làm của chính phủ.